# مورچه انتحاری گواتمالایی
مورچه انتحاری گواتمالایی (نام علمی: Colobopsis abdita) (مترادف Camponotus abditus) گونه‌ای از مورچه‌های درودگر و بومی گواتمالا است. این گونه توسط آگوست فورل در سال ۱۸۹۹ توصیف شد.